# Thun (distrito administrativo)
Thun é um distrito administrativo da Suíça, localizado no cantão de Berna. Tem 321,90 km² de área e sua população em 2019 foi estimada em 107.628 habitantes. Sua sede é a comuna de Thun.

## Comunas
Thun está composto por um total de 31 comunas:
| Brasão                 | Comuna                 | População (31 de dezembro de 2015) | Área em km² |
| ---------------------- | ---------------------- | ---------------------------------- | ----------- |
| Amsoldingen            | Amsoldingen            | 809                                | 4.70        |
| Blumenstein            | Blumenstein            | 1 222                              | 15.52       |
| Buchholterberg         | Buchholterberg         | 1 546                              | 15.33       |
| Burgistein             | Burgistein             | 1 063                              | 7.53        |
| Eriz                   | Eriz                   | 487                                | 21.78       |
| Fahrni                 | Fahrni                 | 792                                | 6.67        |
| Forst-Längenbühl       | Forst-Längenbühl       | 776                                | 4.50        |
| Gurzelen               | Gurzelen               | 855                                | 4.54        |
| Heiligenschwendi       | Heiligenschwendi       | 709                                | 5.55        |
| Heimberg               | Heimberg               | 6 667                              | 5.42        |
| Hilterfingen           | Hilterfingen           | 4 056                              | 2.83        |
| Homberg                | Homberg                | 500                                | 6.51        |
| Horrenbach-Buchen      | Horrenbach-Buchen      | 242                                | 20.43       |
| Oberhofen am Thunersee | Oberhofen am Thunersee | 2 420                              | 2.72        |
| Oberlangenegg          | Oberlangenegg          | 474                                | 9.12        |
| Pohlern                | Pohlern                | 252                                | 9.89        |
| Reutigen               | Reutigen               | 990                                | 11.26       |
| Seftigen               | Seftigen               | 2 211                              | 3.89        |
| Sigriswil              | Sigriswil              | 4 727                              | 55.41       |
| Steffisburg            | Steffisburg            | 15 689                             | 13.35       |
| Stocken-Höfen          | Stocken-Höfen          | 986                                | 14.21       |
| Teuffenthal            | Teuffenthal            | 161                                | 4.52        |
| Thierachern            | Thierachern            | 2 414                              | 7.51        |
| Thun                   | Thun                   | 43 500                             | 21.57       |
| Uebeschi               | Uebeschi               | 673                                | 4.40        |
| Uetendorf              | Uetendorf              | 5 998                              | 10.15       |
| Unterlangenegg         | Unterlangenegg         | 934                                | 6.80        |
| Uttigen                | Uttigen                | 1 940                              | 3.79        |
| Wachseldorn            | Wachseldorn            | 235                                | 3.52        |
| Wattenwil              | Wattenwil              | 2 865                              | 14.54       |
| Zwieselberg            | Zwieselberg            | 306                                | 2.45        |
|                        | Total                  | 106 739                            | 321.90      |